# Культурное наследие

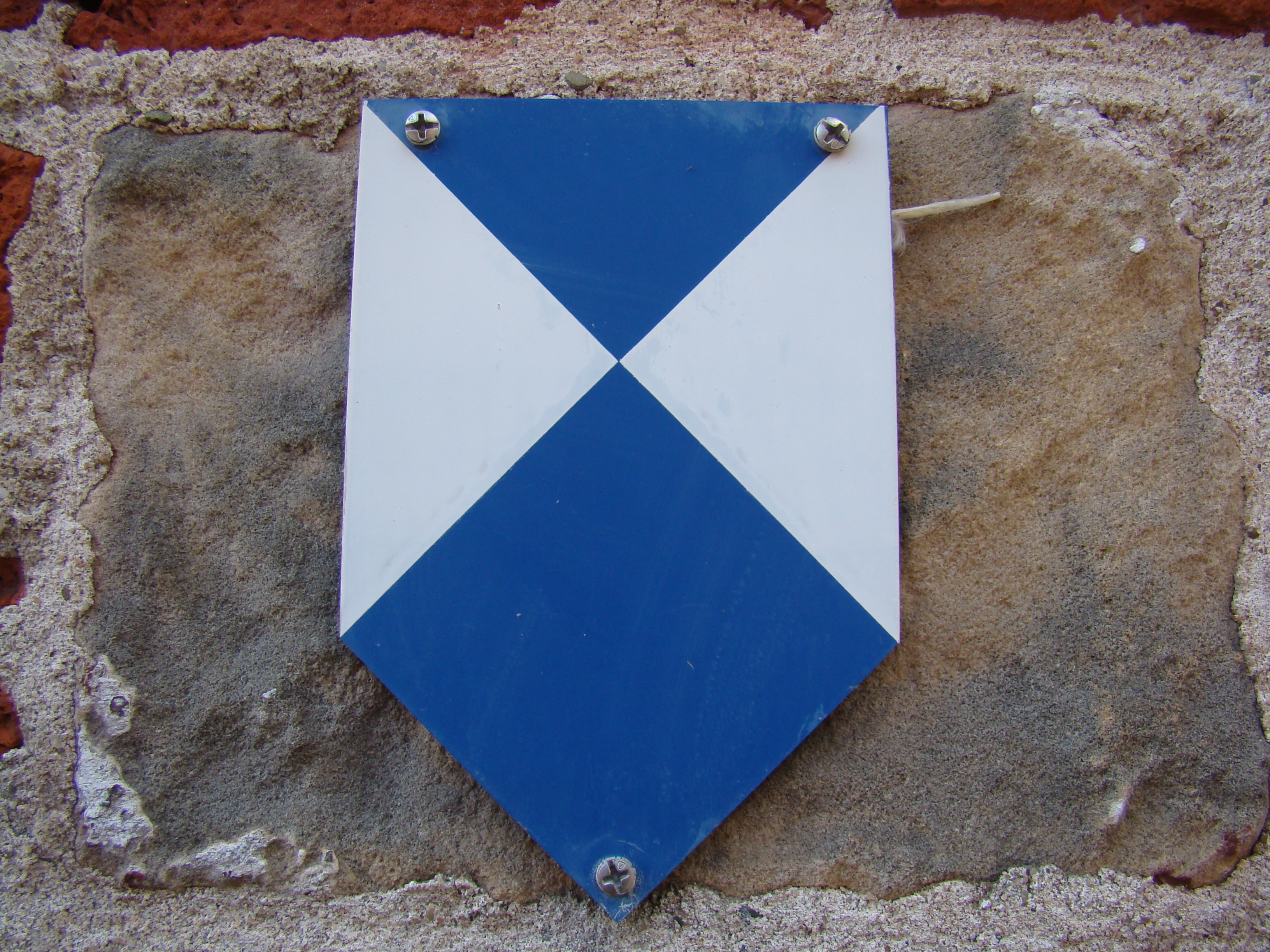
Знак культурного наследия, находящегося под защитой в случае вооружённого конфликта (эмблема, принятая Гаагской конвенцией 1954 г.)

Культу́рное насле́дие — часть материальной и духовной культуры, созданная прошлыми поколениями, выдержавшая испытание временем и передающаяся поколениям как нечто ценное и почитаемое.

## Основные понятия
Объект культурного наследия — место, сооружение (творение), комплекс (ансамбль), их части, связанные с ними территории или водные объекты, другие естественные, естественно антропогенные или созданные человеком объекты независимо от состояния сохранности, которые донесли до нашего времени ценность с антропологической, археологической, эстетичной, этнографической, исторической, научной или художественной точки зрения и сохранили свою подлинность;
Историческое населённое место — населённое место, которое сохранило полностью или частично исторический ареал и занесено в Список исторических населенных мест России. В 2010 году Министерство культуры РФ опубликовало приказ, в котором утверждён список поселений, получивших статус «исторические». По сравнению со списком 2002 года количество поселений в нём сокращено более чем в 10 раз — теперь в списке всего 41 населённый пункт: Азов, Арзамас, Астрахань, Белозерск, Великий Устюг, Верхотурье, Владимир, Вольск, Выборг, Галич, Гороховец, Дербент, Елабуга, Елец, Енисейск, Зарайск, Иркутск, Касимов, Каргополь, Кинешма, Коломна, Кострома, Крапивна, Кяхта, Осташков, Плёс, Ростов, Санкт-Петербург, Смоленск, Сольвычегодск, Старочеркасская, Суздаль, Таганрог, Томск, Торжок, Торопец, Тотьма, Тутаев, Чистополь, Шуя, Ярославль.

## Мероприятия по сохранению культурного наследия
Сохранение подлинности объектов культурного наследия с минимальным вмешательством в их существующий вид предусматривает несколько видов мероприятий.
Реставрация — меры по укреплению (консервированию) физического состояния, раскрытию наиболее характерных признаков, возобновлению потерянных или повреждённых элементов объектов культурного наследия, с обеспечением сохранения их подлинности.
При возможности осуществляется реабилитация (ревалоризация) — комплекс мероприятий по возобновлению культурных и функциональных свойств объектов культурного наследия, приведения их в состояние, пригодное для использования.
Музеефикация — мероприятия по приведению объектов культурного наследия в состояние, пригодное для экскурсионного посещения.

## Классификация объектов культурного наследия

### Типы объектов культурного наследия
- Сооружения (творения) — произведения архитектуры и инженерного искусства вместе с естественными или созданными человеком элементами, произведения монументальной скульптуры и монументального занятия живописью, археологические объекты, пещеры, с имеющимися свидетельствами жизнедеятельности человека, здания или помещения, в них, что сохранили аутентичные свидетельства о примечательных исторических событиях, жизнях и деятельности известных лиц;

- Комплексы (ансамбли) — топографически определенная совокупность отдельных или соединенных между собой сооружений разного назначения, которые отмечаются своей архитектурой и органической связью с ландшафтом;

- Выдающиеся места — топографическое определенные зоны или ландшафты, естественные, естественно антропогенные творения, которые донесли до нашего времени ценность с антропологической, археологической, эстетичной, этнографической, исторической, научной или художественной точки зрения.

### Виды объектов культурного наследия
- Археологические — городища, курганы, остатки древних поселений, стоянок, укреплений, военных лагерей, производств, ирригационных сооружений, путей, могильники, культовые места и сооружения, мегалиты, наскальные изображения, участки исторического культурного слоя, поля давних битв, остатки жизнедеятельности первобытных и древних людей;

- Исторические — дома, сооружения, их комплексы (ансамбли), отдельные захоронения и некрополи, выдающиеся места, связанные с важными историческими событиями, с жизнью и деятельностью известных лиц, культурой и бытом народов;

- Монументального искусства — произведения изобразительного искусства, как самостоятельные (отдельные), так и те, которые связаны с архитектурными, археологическими или другими достопримечательностями или с образуемыми ими комплексами (ансамблями);

- Архитектуры и градостроительства — исторические центры, улицы, кварталы, площади, архитектурные ансамбли, остатки давнего планирования и застройки, отдельные архитектурные сооружения, а также связанные с ними произведения монументального, декоративного и изобразительного искусства. Объекты индустриального наследия также рассматриваются, как часть данного раздела классификации;

- Садово-паркового искусства — сочетания паркового строительства с естественными или созданными человеком ландшафтами;

- Ландшафтные — естественные территории, которые имеют историческую ценность. См. также Памятник природы.

### Категории объектов культурного наследия
(Категории охраны памятников истории и культуры)
- Всемирное наследие. См. Всемирное наследие ЮНЕСКО
- Особо ценный объект культурного наследия народов РФ
- Государственного (федерального) значения
- Регионального значения
- Местного значения